# Cartoon Planet
A Cartoon Planet (magyar fordításban: Rajzfilmbolygó) egy animációs varieté, amely bemutatója a TBS-en volt 2000-ben, majd a Cartoon Networkön futott 2000 és 2013 közt. A Cartoon Planet a Space Ghost Coast to Coast című beszélgetős műsor spin-offja. Magyarországon még nem mutatták be.

## Epizódok
| Magyar bemutató | #   | Magyar cím | Angol cím                                       |
| --------------- | --- | ---------- | ----------------------------------------------- |
|                 |     |            |                                                 |
|                 | 01. |            | Planet of Doom                                  |
|                 |     |            |                                                 |
|                 | 02. |            | Monkey Trouble                                  |
|                 |     |            |                                                 |
|                 | 03. |            | Love That Brak!                                 |
|                 |     |            |                                                 |
|                 | 04. |            | My Special Ghost the Car                        |
|                 |     |            |                                                 |
|                 | 05. |            | The Mantis From Atlantis                        |
|                 |     |            |                                                 |
|                 | 06. |            | The Dangerous Danger                            |
|                 |     |            |                                                 |
|                 | 07. |            | The Night the Lights Went Out on Cartoon Planet |
|                 |     |            |                                                 |
|                 | 08. |            | It's a Mad Mad Mad Mad World                    |
|                 |     |            |                                                 |
|                 | 09. |            | The Big Mouths                                  |
|                 |     |            |                                                 |
|                 | 10. |            | Tom Foolery                                     |
|                 |     |            |                                                 |
|                 | 11. |            | Goin' Ape                                       |
|                 |     |            |                                                 |
|                 | 12. |            | Forbidden Socks                                 |
|                 |     |            |                                                 |
|                 | 13. |            | The Empire Strikes Brak                         |
|                 |     |            |                                                 |
|                 | 14. |            | Momma!                                          |
|                 |     |            |                                                 |
|                 | 15. |            | Space Ghost Dearest                             |
|                 |     |            |                                                 |
|                 | 16. |            | A Life in a Day                                 |
|                 |     |            |                                                 |
|                 | 17. |            | Where's the Beach?                              |
|                 |     |            |                                                 |
|                 | 18. |            | Deadly Blasts of Hot Air                        |
|                 |     |            |                                                 |
|                 | 19. |            | Toot! Toot!                                     |
|                 |     |            |                                                 |
|                 | 20. |            | Attack of the Cute Little Puppies               |
|                 |     |            |                                                 |
|                 | 21. |            | Those Miserables                                |
|                 |     |            |                                                 |
|                 | 22. |            | Ratingspalooza                                  |
|                 |     |            |                                                 |